# Régiment de Nijyn
Le régiment de Nijyn est une unité militaire liée à l'une des dix entités territoriales de l'Hetmanat cosaque.
Créé en 1648 pendant le Soulèvement de Khmelnytsky, il fut dissout en 1781. Il comptait dix sotnias et fut démantelé en 1782 pour être intégré au gouvernorat impérial russe de Tchernihiv.

## Historique
Le régiment prit part à la révolte de 1657-58 puis à celle menée par Ivan Bezpaly, à la campagne d'Azov en 1695, puis à la Grande guerre du Nord de 1700 à 1721.

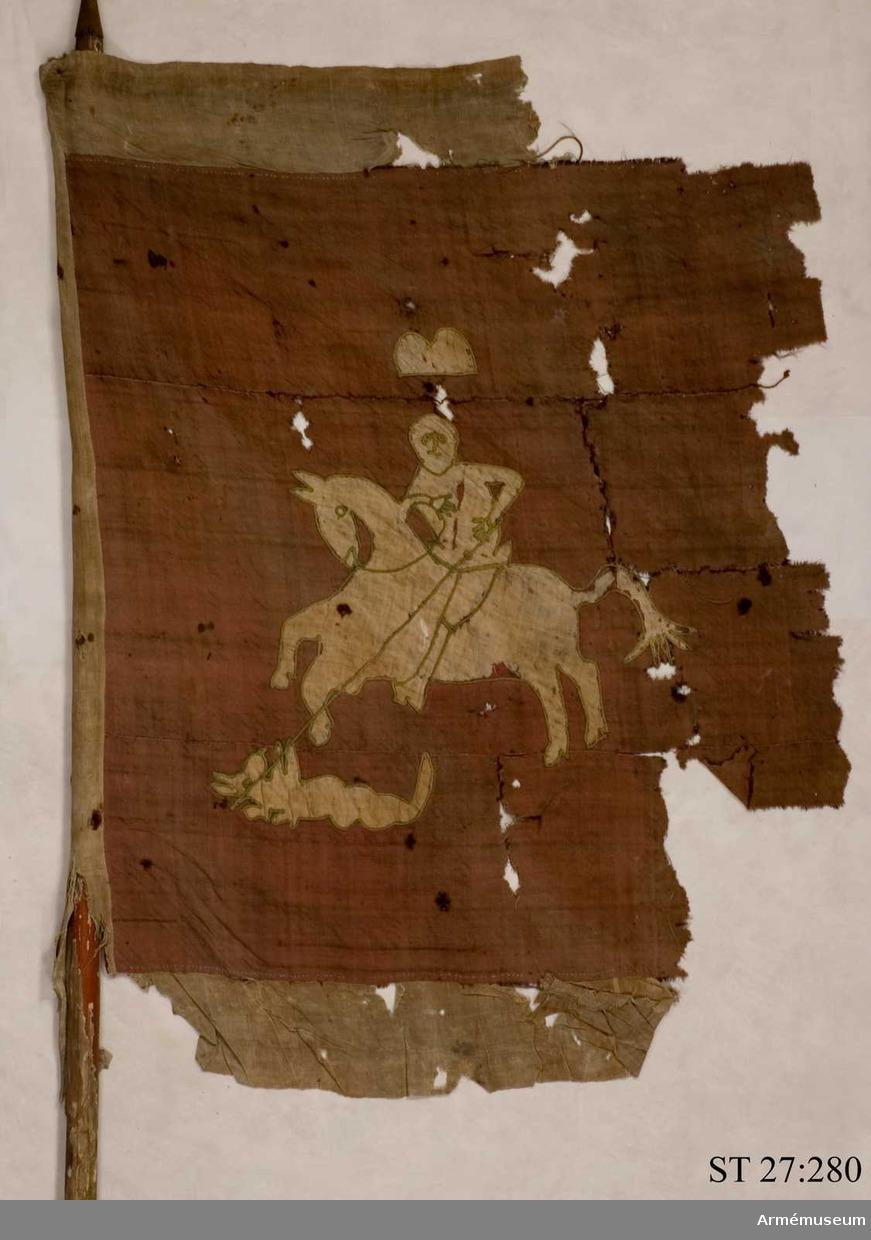
Drapeau.

## Colonels
- Choumeiko Prokip (1648-1651).
- Avakum Volodkovskii était colonel commandant en 1649.
- Vassyl Logvynenko était colonel commandant en 1650.
- Soukhyn Loukyane (1651-1652).
- Ivan Zolotarenko (1652–5)[1],
- Hryhoriy Kobyletskyi était colonel commandant en 1655 et 1656.
- Krekhovetskyi Ivan Tomasevich était colonel ordonné en 1656.
- Ivan Gorokhovskyi était colonel commandant en 1657.
- Hulyanytskyi Ivan était colonel commandant en 1657.
- Bohdan Solonina était colonel commandant en 1657-1658.
- Hryhoriy Kobyletskyi était colonel commandant en 1658.
- Hryhorii Hulianytsky (1656–9),
- Iouri Nemyrytch était colonel commandant en 1658,
- Semion Vassilievitch Kotchoubeï, 1746-51,
- Alexandre Bezborodko, 1768-73,
- Ivan Obydovsky (1695–1701).